# Bailey Aldrich

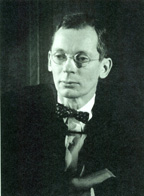
Bailey Aldrich (1955)

Bailey Aldrich (* 23. April 1907 in Boston, Massachusetts; † 25. September 2002 in Cambridge, Massachusetts) war ein US-amerikanischer Jurist und Richter, der unter anderem 1954 Mitglied der American Academy of Arts and Sciences wurde sowie zwischen 1954 und 1959 Richter am US-Bundesbezirksgericht für Massachusetts (United States District Court of Massachusetts) war. Er war daraufhin von 1959 bis 1972 Richter am US-Berufungsgericht für den 1. Gerichtsbezirk (US Court of Appeals for the First Circuit) und zudem von 1965 bis 1972 als Chief Judge Präsident dieses Gerichts.

## Leben
Bailey Aldrich war der Sohn von Talbot Bailey Aldrich (1868–1957) und dessen Ehefrau Eleanor Lovell Little Aldrich (1884–1978) und ein Enkel des Schriftstellers, Dichters und Herausgebers Thomas Bailey Aldrich (1836–1907). Nach dem Schulbesuch begann er zunächst ein grundständiges Studium an der Harvard University, das er 1928 mit einem Bachelor of Arts (A.B.) „cum laude“ beendete. Im Anschluss nahm er ein Studium der Rechtswissenschaften an der Juristischen Fakultät (Law School) der Harvard University auf und schloss dieses 1932 mit einem Bachelor of Laws (LL.B.) ebenfalls „cum laude“ ab. Nach seiner anwaltlichen Zulassung war er zwischen 1932 und 1954 als Rechtsanwalt in Boston tätig. Er war zudem seit 1938 Sekretär des Trusts der Massachusetts Memorial Hospitals sowie seit 1942 Trustee der Provident Institution for Savings.
Am 1. April 1954 wurde er von US-Präsident Dwight D. Eisenhower für eine neu geschaffene Stelle als Richter am US-Bundesbezirksgericht für Massachusetts (United States District Court of Massachusetts) nominiert. Nach der Bestätigung durch den US-Senat am 23. April 1954 trat er dieses Amt am 27. April 1954 an und bekleidete dieses fünf Jahre lang bis zum 14. September 1959. 1954 wurde er Mitglied der American Academy of Arts and Sciences.
Am 26. Februar 1959 wurde Aldrich von US-Präsident Eisenhower als Nachfolger von Calvert Magruder für den freigewordenen Posten als Richter am US-Berufungsgericht für den 1. Gerichtsbezirk (US Court of Appeals for the First Circuit) nominiert. Nach der Bestätigung durch den US-Senat am 9. September 1959 trat er dieses Amt am 10. September 1959 an und bekleidete dieses fast 13 Jahre lang bis zum 31. August 1972. 1965 wurde er als Nachfolger von Peter Woodbury Chief Judge und damit Präsident des US Court of Appeals for the First Circuit. Er bekleidete dieses Amt ebenfalls bis zum 31. August 1972, woraufhin Frank M. Coffin seine Nachfolge antrat. Während dieser Zeit war er zugleich von 1965 bis 1972 Mitglied der Justizkonferenz der Vereinigten Staaten. Am 31. August 1972 schied er aus dem aktiven Richterdienst und trat in den sogenannten Senior Status.
Aus seiner 1932 geschlossenen Ehe mit Elizabeth Perkins Aldrich (1907–2000) ging der Sohn Jonathan Aldrich (1936–2021) hervor, der als Dichter acht Gedichtbände und mehrere Sammelalben veröffentlichte. Nach seinem Tod wurde er auf dem Mount Auburn Cemetery beigesetzt.

## Hintergrundliteratur
- Kenneth A. Cohen: Bailey Aldrich and the Modern First Circuit: Old Virtues and New Civil Liberties, in: Massachusetts Law Review, Jahrgang 74, Dezember 1989, S. 247–255.